# Margareta Hürholz
Margareta Hürholz (* 1954 in Bad Münstereifel) ist eine deutsche Konzertorganistin und emeritierte Professorin für künstlerisches Orgelspiel an der Hochschule für Musik in Köln.

## Ausbildung
Margareta Hürholz erhielt von 1970 bis 1978 an der Kölner Musikhochschule auch ihre musikalische Grundausbildung bei Peter Neumann (Orgel) und Karin Merle (Klavier). Es folgten Studien in Paris bei Marie-Claire Alain, ein Kirchenmusikstudium und eine Ausbildung zur Atemlehrerin in München sowie die Teilnahme an zahlreichen Meisterkursen im europäischen Raum.

## Konzert- und Lehrtätigkeit
Nationale und internationale Auszeichnungen leiteten eine weltweite Konzerttätigkeit ein. Das Repertoire der Künstlerin umfasst Werke aus allen Epochen. Bekannt wurden ihre Duos mit Markus Stockhausen im Bereich der neuen Musik. Als Kustodin der Ahrend-Orgel an der Ursulinenkirche (Köln) initiierte sie 2003 die Maikonzerte Köln. Im Rahmen internationaler Orgelwettbewerbe ist sie als Jurorin tätig.
Von 1997 bis 2020 war Margareta Hürholz Professorin an der Musikhochschule Köln.